# アーヴィング・カミングス
アーヴィング・カミングス（Irving Cummings, 1888年10月9日 - 1959年4月18日）は、アメリカ合衆国の俳優、映画監督、プロデューサー、脚本家である。

## 生涯
本名はアーヴィング・カミスキー（Irving Camisky）であり、ニューヨーク州ニューヨークで生まれた。
10代の頃からブロードウェイで俳優として活動する。
1909年に映画界に入り、映画俳優としても活動を始める。1920年代には映画監督、プロデューサーとしても活動を始める。1928年の『懐しのアリゾナ』により、第2回アカデミー賞監督賞にノミネートされた。
1930年代にはシャーリー・テンプルが出演するミュージカル映画『テンプルちゃんお芽出度う』（1935年）、『テンプルの福の神』（1936年）、『天晴れテンプル』（1938年）を手がけた。
1959年4月18日にカリフォルニア州ロサンゼルスにて心臓病により亡くなった。最後にクレジットされたのはテレビドラマ『Fury』の第4シーズン第14話であった。

## 主なフィルモグラフィ
- 血と肉 Flesh and Blood (1922) 監督・製作
- 懐しのアリゾナ In Old Arizona (1929) 監督
- テンプルちゃんお芽出度う Curly Top (1935) 監督
- テンプルの福の神 Poor Little Rich Girl (1936) 監督
- 天晴れテンプル The Little Miss Broadway (1938) 監督
- ロッキーの春風 Springtime in the Rockies (1942) 監督
- ドリー・シスターズ The Dolly Sisters (1945) 監督
- ダブル・ダイナマイト Double Dynamite (1951) 監督